# 殺機邊緣人
《殺機邊緣人》（英語：Raising Cain）是1992年由布萊恩·狄帕瑪執導，約翰·李斯高主演的驚悚電影。影片讲述了一变态的儿童心理学家Carter Nix博士绑架年幼儿童做实验的故事。

## 演員
- 約翰·李斯高 飾 Dr. Carter Nix/Cain/Nix Sr/Josh/Margo
- 羅莉塔·達薇朵維琪（英语：Lolita Davidovich） 飾 Jenny
- 史蒂芬·鮑爾 飾 Jack Dante
- 法蘭西絲·史坦海根（英语：Frances Sternhagen） 飾 Dr Lynn Waldheim
- 葛瑞格·亨利（英语：Gregg Henry） 飾 Lieutenant Terri
- 湯姆·鮑爾（英语：Tom Bower (actor)） 飾 Sergeant Cully
- 梅爾·哈里斯（英语：Mel Harris） 飾 Sarah
- Teri Austin（英语：Teri Austin） 飾 Karen
- 加布里埃爾·卡特里斯（英语：Gabrielle Carteris） 飾 Nan
- Barton Heyman 飾 Mack
- Amanda Pombo 飾 Amy
- Kathleen Callan 飾 Emma
- Geoff Callan 飾 Young Lover